# 侯冲
侯冲（1966年2月—），云南澄江人，中国宗教学者，上海师范大学哲学系教授、博士生导师，从事汉传佛教仪式文献的搜集、整理与研究。
1988年毕业于北京大学哲学系宗教学专业。2009年上海师范大学哲学系毕业，获哲学博士学位。1988年7月至2009年7月在云南省社会科学院工作。2009年8月，调至上海师范大学工作。发表学术论文100余篇，主要著作有《白族心史——〈白古通记〉研究》（2002、2011）、《云南与巴蜀佛教研究论稿》（2006）、《云南阿吒力教经典研究》（2008）、《汉传佛教、宗教仪式与经典文献之研究——侯冲自选集》（2016）等。